# تفجيرات كربلاء 2003
تفجيرات كربلاء 2003 وقعت في يوم السبت 27 ديسمبر 2003 وتمت بواسطة أربعة سيارات مفخخة واستهدفت ثكنات عسكرية لقوات التحالف في مدينة كربلاء في جنوب العراق. قٌتل في التفجيرات ما يقارب 20 شخصا معظمهم من قوات التحالف.

## التفاصيل
إستهدف الهجوم الأول جامعة كربلاء التي كانت تتمركز فيها قوات التحالف، حيث إنفجرت سيارة مفخخة قرب الجامعة مما أدى إلى مقتل 5 جنود بلغاريين وإصابة 27 آخرين. في الهجوم الثاني فجّر انتحاري نفسه في معسكر للجيش التايلندي وقتل جنديين وأصيب 5 آخرين. وفي هجوم مزدوج على مركز شرطة ومكتب المحافظ قٌتل 7 من رجال الشرطة العراقية و5 مدنيين وأصيب 5 جنود أمريكيين.
وقال رئيس أركان الجيش البلغاري نيكولا كوليف إن هذه الهجمات كانت متوقعة لأن كربلاء كانت هادئة على نحو مشبوه.